# Ізай Белюкович
Ізай Белюкович (*д/н —після 1193) — половецький хан з приднівпровських половців роду бурд (борш).

## Життєпис
Належав до клану бурд-огли (в руських літописах згадуються як бурчевичі). Син хана Белюка. Походження імені достеменно не з'ясовано: за однією версією це варіант імені Іса, що на думку частини вчених вказує на ісламський вплив, навіть припускали, що Ізай був мусульманином, інші вказували, що є християнський аналог Ісус — тобто Ізай міг бути християнином); на думку інших дослідників Ізай є варіантом імені Гзак.
Попри родинні стосунки з Рюриковичами (його сестра Марія була у шлюбі зі Святославом III, великим князем Київським) відзначився як запеклий ворог руських князів.
У 1184 році брав участь у поході половців проти Русі, але у битві на Орелі останні зазнали нищівної поразки, а Ізай потрапив у полон. Ось як це описано в літописі «У рік 1184. А тоді схопили Кобяка Карлийовича з двома синами, Белуковича Ізая, і Тоглія з сином, і брата його Бокмиша, Осулука Бурчевича, Барака, Тарха, Данила, і Содвака Кулобицького схопили також, і Корязі Калотановича тут убили, і Тарсука». Дату отримання свободи не визначено.
Остання згадка про Ізая належить до 1193 році, коли він брав участь у новій військовій кампанії проти руських князів, по завершенні якої зірвав перемовини, що відбувалися поблизу Канева. Подальша доля невідома.